# Bill Thomson
William Ferguson Thomson, detto Bill (Troon, 23 marzo 1914 – 6 agosto 1993), è stato un hockeista su ghiaccio canadese.

## Palmarès

### Olimpiadi invernali
- Argento a Garmisch-Partenkirchen 1936 nell'hockey su ghiaccio.